# Theatre of the Absurd Presents C'est la Vie
Theatre of the Absurd Presents C'est la Vie è il tredicesimo album in studio del gruppo musicale britannico Madness, pubblicato nel 2023.

## Tracce
1. Prologue: "Mr Beckett Sir..." – 0:11
2. Theatre of the Absurd – 4:13
3. If I Go Mad – 4:36
4. Baby Burglar – 4:05
5. Act One: "Surrounded on All Sides.." – 0:10
6. C'est la Vie – 3:10
7. What on Earth Is It (You Take Me For?) – 3:07
8. Hour of Need – 4:07
9. Act Two "The Damsel in Distress.." – 0:12
10. Round We Go – 4:18
11. Act Three: "The Situation Deteriorates.." – 0:20
12. Lockdown and Frack Off – 3:12
13. Beginners 101 – 4:21
14. Is There Anybody Out There? – 3:22
15. The Law According to Dr. Kippah – 5:35
16. Epilogue: "And So Ladies and Gentlemen.." – 0:17
17. Run for Your Life – 4:00
18. Set Me Free (Let Me Be) – 3:39
19. In My Street – 3:38
20. Fin.: "Ladies and Gentlemen.." – 0:13